# Lijst van vrouwentijdschriften
Deze lijst van vrouwentijdschriften geeft een overzicht van tijdschriften die vooral voor een lezerspubliek bestemd zijn dat uit vrouwen bestaat.

## Tijdschriften
Hieronder een overzicht van de tijdschriften, tussen haakjes staat het land van uitgifte en de data van uitgifte.
- Ain't I a Woman? (1970-1971, Verenigde Staten)
- Allure
- Australian Women's Weekly
- Baby Mammoth (Japan)
- Bis
- Bitch
- Burda Mode
- BUST
- Cahoots
- Canadian Living
- Cookie
- Cosmopolitan (Sinds 1886)
- Cleo
- Croissant
- Curve
- The Delineator (1873-1937)
- Domino
- Elle (Sinds 1945)
- Essence
- Ebony (Sinds 1945; tijdschrift gericht op Afro-Amerikanen)
- EMMA, Duits vrouwentijdschrift
- Ettelaat-e Banuvan (Iran)
- Fashion Central
- Family Circle
- Femina (Indonesië)
- Femina (India)
- Filament
- Flair (Vlaams tijdschrift) (sinds 1980)
- Flair (Waals tijdschrift) (sinds 1987)
- Flair (Nederlands tijdschrift)
- Girlfriends magazine
- Glamour
- Goedele Magazine (Sinds 2008; BelgiË)
- Godey's Lady's Book (1830, Verenigde Staten; opgeheven)
- Good Housekeeping (Sinds 1885; Verenigde Staten)
- Grazia
- Gynaika
- Harper's Bazaar
- Home and Garden
- Homemakers Magazine
- House Beautiful
- Indianapolis Woman Magazine
- In Style
- In Touch Weekly
- Jane (1997-2007)
- Jet
- JJ
- Knipmode
- Knippie
- Ladies' Home Journal
- Ladies' Magazine (1827, Boston; opgeheven)
- Lady's Magazine (1770, Engeland; opgeheven)
- The Ladies' Mercury (1693, Engeland; opgeheven)
- Libelle (Nederlands weekblad) (Sinds 1934)
- Libelle (Vlaams weekblad) (Sinds 1945)
- Life & Style
- LINDA. (Nederland)
- LaIsha (Israël)
- Lucky
- Lucire
- Margriet (Sinds 1938; Nederland)
- Marie Claire (Sinds 1937; verscheidene landen)
- Martha Stewart Living
- McCall's Magazine (1897; opgeheven)
- Moondance magazine
- Mirabella (1989-2000)
- Ms.
- New Idea
- Nylon
- O, The Oprah Magazine (Sinds 2000; Verenigde Staten; Sinds 2002 is er een Zuid-Afrikaanse editie)
- On Our Backs
- Opzij (Sinds 1972; Nederland)
- Pandora (1971-1979, Verenigde Staten)
- Parenting Magazine
- PINK magazine
- Playgirl (1973-2009, Verenigde Staten)
- Raffia (Sinds 1989; Nederland)
- Real Simple
- Redbook
- Rosie (2001-2003, Verenigde Staten)
- Sapna magazine
- Schweizerisches Familien-Wochenblatt
- Seasons
- Sports Illustrated for Women (opgeheven)
- Style at Home
- Tea Moderna (Noord-Macedonië)
- Texas Family
- Unica
- Venus Zine
- Viva (sinds 1972)
- VIVmag
- Vogue (sinds 1892; verscheidene landen)
- Vriendin
- W (sinds 1971)
- Woman
- Woman's Day
- Woman's Own
- Woman's Weekly (tijdschrift)
- Women's Post Magazine
- Women's Health
- Women's World
- Zan-e Rooz